# Megaphobema mesomelas
Megaphobema mesomelas är en spindelart som först beskrevs av O. Pickard-Cambridge 1892.  Megaphobema mesomelas ingår i släktet Megaphobema och familjen fågelspindlar.
Artens utbredningsområde är Costa Rica. Inga underarter finns listade i Catalogue of Life.